# Aftenposten
Aftenposten – dziennik norweski ukazujący się od 14 maja 1860 roku w Christianii (dzisiejsze Oslo). Jego założycielem był Christian Schibsted. Drukarz i właściciel wydawnictwa Schibsted Forlag. Pierwszym redaktorem naczelnym został Elling Kristoffersen.
Pierwszy numer miał 4 strony, rozmiar broszury, trzy kolumny i gotycką czcionkę. Ostatnia strona przeznaczona została na reklamy. Nakład liczył 600 egzemplarzy.
Pierwotna nazwa „Christiania Adresseavis” została zmieniona 1 stycznia 1861 roku na „Aftenposten”. Gazeta ukazywała się sześć razy w tygodniu: od poniedziałku do soboty.
Pismo o charakterze konserwatywnym, ukazujące się dwa razy dziennie. Wydawcą jest koncern prasowy Schibsted A/S.